# Каупенс, Ансис
А́нсис А́льберт Ка́упенс (латыш. Ansis Alberts Kaupēns; до 2 ноября 1895 — 6 мая 1927) — латвийский грабитель и убийца; возможно, самый известный латвийский преступник межвоенного периода.

## Биография

### Детство и юношество
Родился в 1895 году, но точная дата рождения неизвестна; крещён был 2 ноября в Вецплатонской волости. В 1910-х годах служил сначала в русской императорской, а затем в латвийской армии (в 11-м пехотном Добельском полку в звании сержанта), в 1920 году дезертировав.

### Преступления и наказание
Первое ограбление совершил 29 ноября 1920 года. Посреди дня на дороге Елгава-Ливберзе он ограбил жителя волости Джуксте Фрица Осиса, отняв у того 20 лат, коня и сани. Став разбойником с большой дороги, он безнаказанно действовал ещё 6 лет, останавливая преимущественно упряжки и отбирая у ездоков всё имеющиеся в наличии ценности. Последнее ограбление совершил 26 мая 1926 года, после которого неуловимого разбойника в его жилье арестовал самый младший полицейский Первого Елгавского участка – Янис Стирна. За этот период времени он совершил более 30 грабежей и 19 убийств. Иногда ему удавалось даже останавливать поезда, но обычно он грабил на дорогах.
Трибунал вершился в Елгавском доме офицеров с 27 марта по 3 апреля 1927 года. Несмотря на то, что разбирались тяжелейшие и циничные преступления, вплоть до убийств детей, вся пресса Латвии в это время была на стороне грабителя и восторгалась Каупенсом, его мужественной выправкой и ироническими улыбками. Суд присудил Ансису Каупенсу и его соучастнику в нескольких грабежах Волдемару Пиебалгсу смертную казнь через повешение. Вместе с ними осудили также Яниса Валодзиса и сестру Каупенса – Аннет Бубелте.
6 мая 1927 года был казнён через повешение. Похоронен в Светской волости.

### Наследствие
Жизнь Каупенса стала основой для нескольких художественных произведений, таких, например, как книга А. Грутупса «Tiesāšanās kā māksla» и снятый по мотивам фильм «Kaupēns», а также рок-опера Яниса Лусенса «Kaupēn, mans mīļais» (1999).